# مظفر مسافری

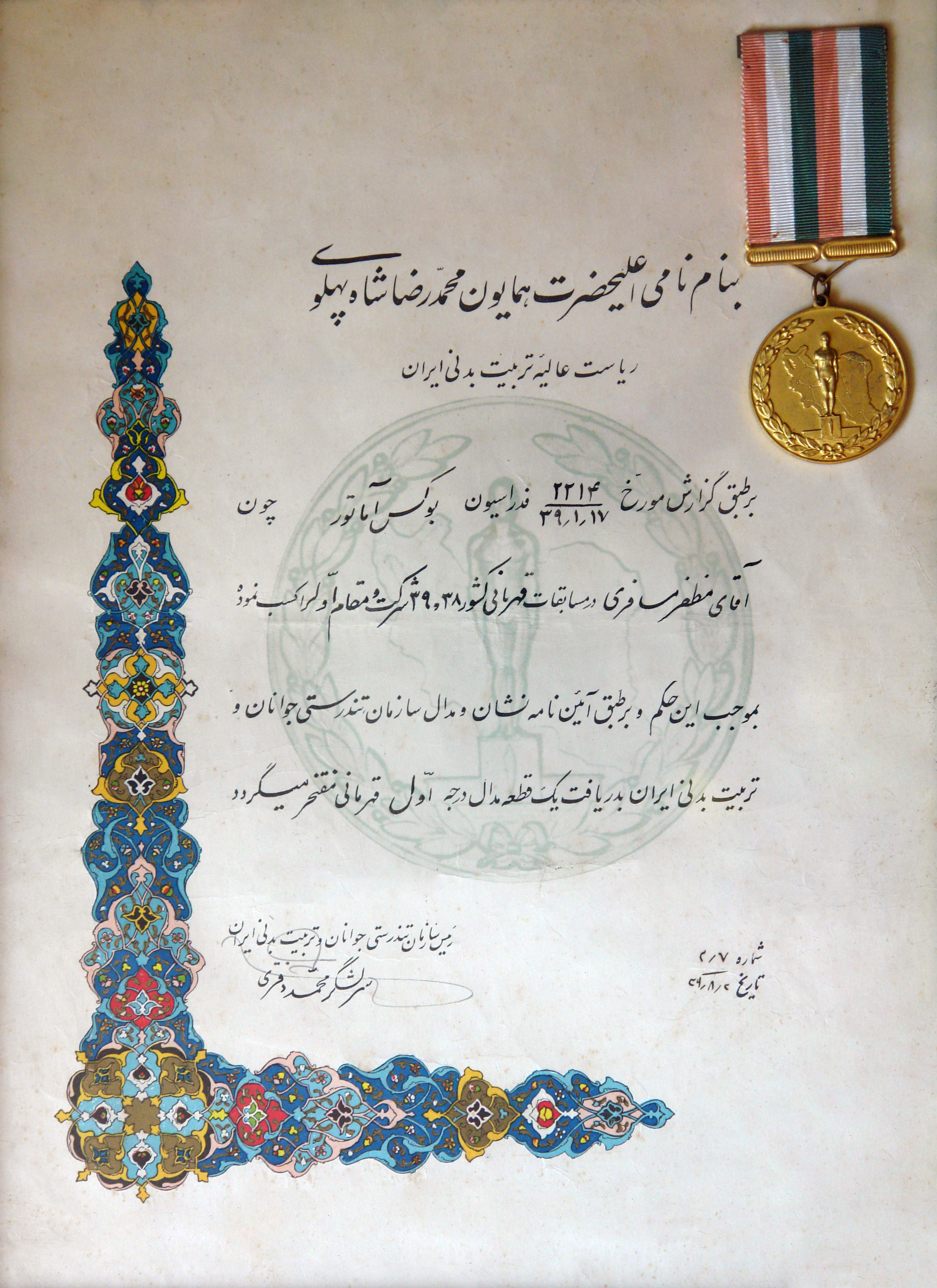
حکم و مدال قهرمانی کشور در مسابقات سال ۳۸–۳۹

مظفر مسافری (زاده ۳۱ فروردین ۱۳۱۴ در بندر انزلی – درگذشته ۱۱ مهر ۱۳۷۱ در بندر انزلی) مربی و ورزشکار رشته بوکس ایران بود. او قهرمان و نفر اول بوکس ایران و آسیا در دهه‌های ۱۳۳۰ تا ۱۳۵۰ بود و نخستین قهرمانی تیمی تیم ملی بوکس ایران را در سال ۱۳۵۰ (۱۹۷۱ میلادی) به عنوان سر مربی در کارنامه خود دارد. او هم چنین به عنوان سرمربی تیم ملی بوکس ایران در بازی‌های المپیک تابستانی ۱۹۷۲ مونیخ حضور داشته.
بوکس انزلی در دوران مربیگری مسافری بیشترین تعداد قهرمانان ایران و آسیا و ارتش‌های جهان را داشت. قهرمانانی همچون حسین اغماض، محمد آذرحزین، جبار فعلی، کریم کامیاب، کریم صمدی، نصرت وکیل منفرد، قاسم سلمسدانی و داود بلانش. به طوری که از کاروان شش نفرهٔ تیم بوکس ایران در المپیک مونیخ، چهار نفر انزلیچی بودند. از این رو به وی لقب پدر بوکس انزلی داده شد. 

## زندگی شخصی
مظفر مسافری در شهر ساحلی و ورزشدوست بندر انزلی از استان گیلان چشم به جهان گشود. وی دوران متوسطهٔ خود را در دبیرستان بوذرجمهر که در آن سال‌ها خاستگاه بسیاری از ورزشکاران، هنرمندان و شخصیت‌های نامی شهر و استانش بوده و نقشی همچون آکادمی علمی و ورزشی داشته، سپری کرد.
همسر وی مونس رودباری نام دارد که او هم از ورزشکاران انزلی و قهرمان تنیس روی میز شهر بوده. حاصل ازدواج آن‌ها چهار فرزند به نام‌های محمدرضا، حسین، محمد و نازنین می‌باشد که همگی تحت تأثیر فضای ورزشی خانواده بزرگ شده و به ورزش‌های مختلف پرداختند. از جمله محمدرضا که دروازه‌بان تیم ملی هاکی ایران در اواخر دهه ۶۰ و اوایل ۷۰ بوده.

## زندگی ورزشی
علاقه‌مندی به ورزش
مسافری از دوران دانش آموزی به دلیل حضور مربیان و پایه‌گذاران ورزش نوین همچون جبار صمدی، احمد نژداغی، عزیز وکیل منفرد و دیگر بزرگان شهر، به ورزش علاقه‌مند شد و در رشته‌های مختلف ورزشی همچون دو و میدانی، فوتبال و تنیس روی میز در سطح شهر و آموزشگاهی شرکت کرده و عناوینی کسب می‌نمود.
خودش گرایشش به ورزش را این گونه شرح می‌دهد:
در سنین نوجوانی شور و شوق زیادی به ورزش داشتم و در مدرسه در هر مسابقه‌ای که بود شرکت می‌کردم؛ فرقی نمی‌کرد که چه رشته‌ای باشد. اولین مدال خود را از تنیس روی میز گرفتم و بعداً در دو استقامت قهرمان شهرم شدم و به مرور در سایر رشته‌های ورزشی شرکت داشته و قهرمان شهر خود شده و مدال می‌گرفتم. تا اینکه اعلان اولین دوره مسابقات بوکس قهرمانی کشور را که قرار بود در شهرم برگزار گردد دیدم. با اشتیاق فراوان به تماشای مسابقات رفتم. در این دوره از مسابقات، از انزلی آقایان مهدی پورعباسی، سیلویا کنستانتین و ایرج در طلوعی شرکت کرده بودند که در طلوعی قهرمان اولین دوره مسابقات بوکس کشور شد. این قهرمانی مرا به طرف این ورزش جذب کرد و در مسابقات آموزشگاهی همان سال در شهر خودم و از دبیرستان بوذرجمهر شرکت کرده و به مقام اول نائل شدم.

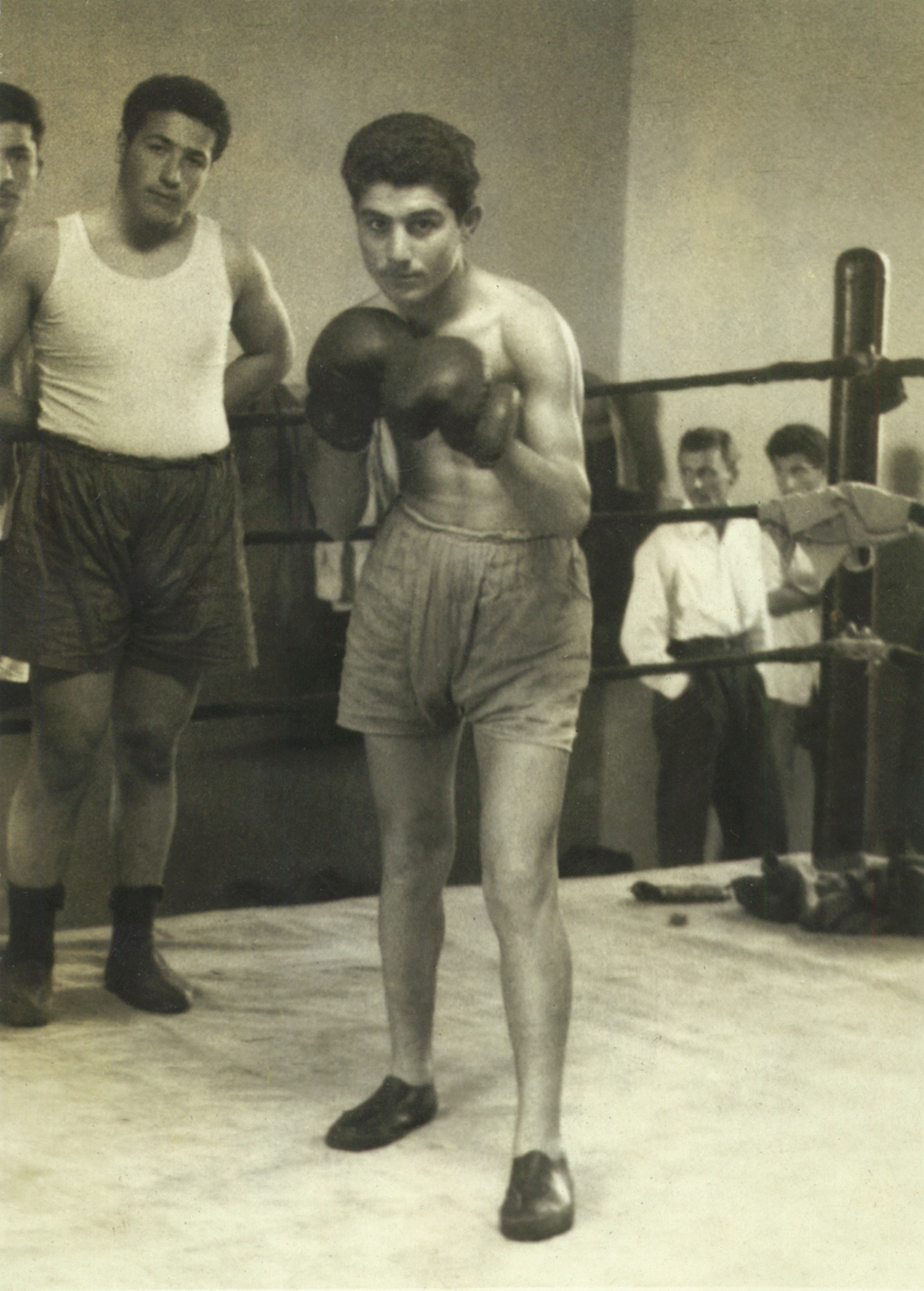
مظفر مسافری در دوران جوانی. سال ۱۳۳۳

## مسابقات کشوری
مظفر مسافری در سال ۱۳۳۴ به عنوان بوکسور وزن ۵۴ کیلوگرم از انزلی، در مسابقات قهرمانی کشور که در هتل دربند شهر تهران برگزار می‌شد شرکت کرده و در همان اولین حضور کشوری خود توانست قهرمان ایران شده و مدال طلا را به زادگاه خود ببرد.
در سال ۱۳۳۶ برای دومین بار در مسابقات کشوری در تهران شرکت کرده و برای دومین بار مقام قهرمانی کشور را در وزن ۵۷ کیلوگرم به‌دست‌آورد و به تیم ملی ایران دعوت شد و به همراه این تیم برای مسابقه با تیم لبنان به این کشور رفته و در آنجا موفق شد این تیم را شکست دهد.
سال ۱۳۳۸ در وزن ۶۰ کیلوگرم در مسابقات کشوری شرکت کرده و باز هم عنوان قهرمانی را کسب نمود و متعاقبش به همراه تیم ملی برای مسابقات به کشور پاکستان رفته که آنجا هم بر حریفان خود پیروز گشت.
سال ۱۳۳۹ به خدمت سربازی رفته و با کم کردن وزن، دوباره در ردهٔ ۵۷ کیلوگرم و این بار در شهر تبریز پا به مسابقات گذاشت و برای چهارمین بار پیاپی قهرمان کشور شد. جایی که از زبان خودش، زیباترین خاطرهٔ دوران ورزشی‌اش شکل گرفت.

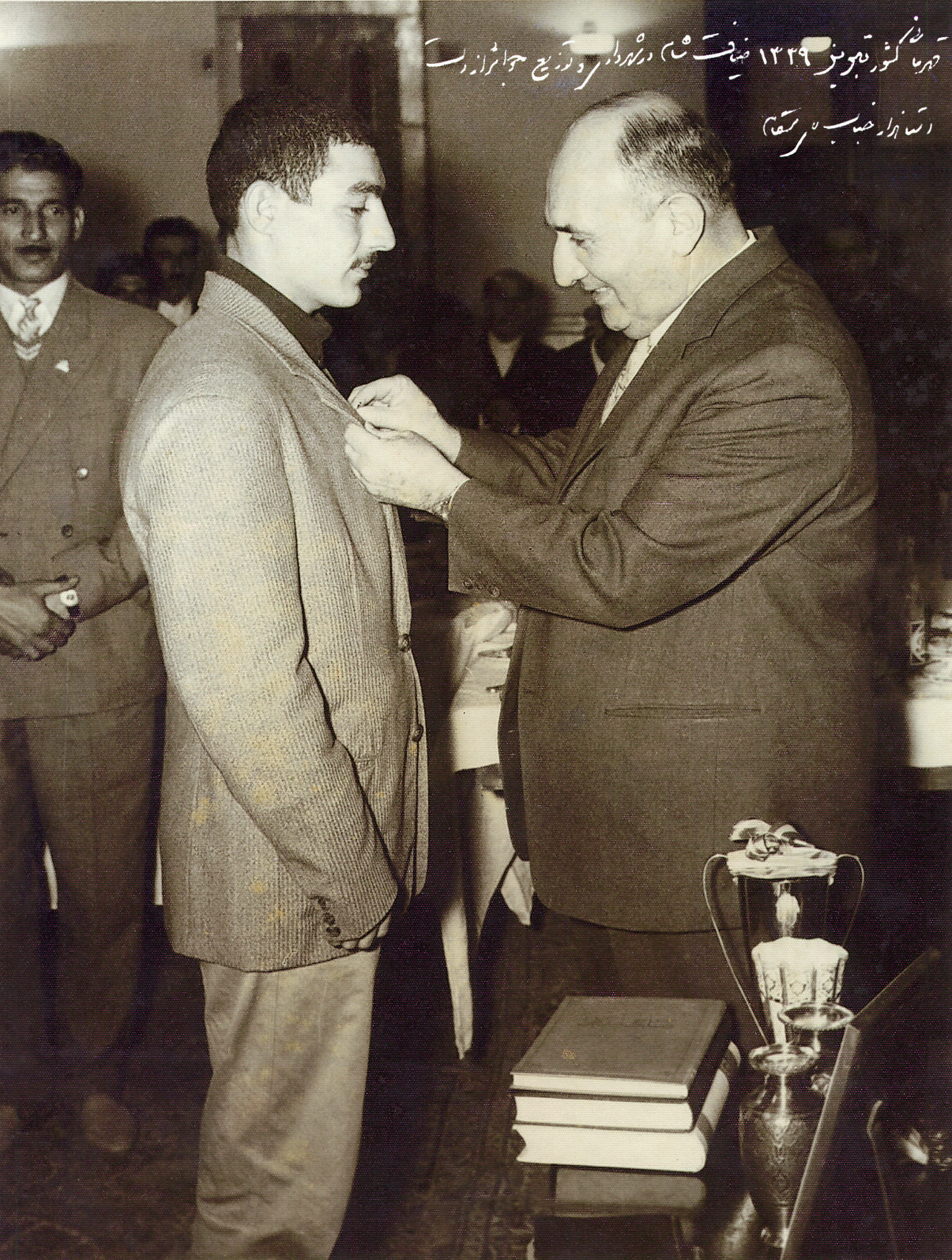
دریافت مدال قهرمانی کشور در سال ۱۳۳۹ از استاندار وقت آذربایجان شرقی

پس از این مسابقات و در قالب تیم ملی ایران، مسابقه‌ای با تیم ملی ایتالیا برگزار کردند که در آنجا مغلوب حریف ایتالیایی‌اش شد. به گفتهٔ خودش، این تنها باخت دوران ورزش حرفه‌ای‌اش بوده.
قهرمانی‌های او تا سال ۱۳۴۲ ادامه داشت و در این سال حین برگزاری مسابقات انتخابی تیم ملی جهت اعزام به کشور آلمان و در اعتراض به نحوهٔ داوری و وضع مسابقات، دستکشها و رینگ بوکس را بوسیده و برای همیشه از دوران قهرمانی خداحافظی کرد.

## دوران مربیگری
سال ۱۳۴۸ پیشنهاد مربیگری تیم منتخب گیلان را دریافت نموده و با این تیم به مسابقات مشهد اعزام شدند. تیم گیلان در این مسابقات سه مدال طلا کسب کرده و مسافری کاپ بهترین مربی سال را دریافت نمود. همین عنوان و کاپ، سال ۱۳۵۰ و پس از قهرمانی تیم گیلان در مسابقات قهرمانی کشور در رشت دوباره به وی اهدا شد.

## قهرمانی آسیا در سال ۱۳۵۰
در این سال وی به عنوان سرمربی تیم ملی ایران برای شرکت در مسابقات آسیایی ۱۹۷۱ تهران برگزیده شد. مسابقاتی که تیم ایران با کسب سه مدال طلا، دو مدال نقره و چهار مدال برنز، عنوان قهرمانی آن را کسب کرد. عنوانی که فقط یکبار دیگر در سال ۱۳۵۶ و در زمان مربیگری محمود مساعدیان به‌دست آمد.
برندگان مدال این مسابقات عبارت بودند از:
مدال طلا:
- سهراب وکیل منفرد - ۵۷ کیلوگرم
- عبدا لله قاسمی - ۷۱ کیلوگرم
- مسعود حاج رسولی - به اضافه ۸۱ کیلوگرم

مدال نقره:
- رامون بابایی - ۶۳ کیلوگرم
- مسعود کشمیری - ۷۵ کیلوگرم

مدال برنز:
- منوچهر بهمنی - ۵۴ کیلوگرم
- محسن صحفی - ۶۰ کیلوگرم
- حسینقلی نهرودی - ۶۷ کیلوگرم
- مهدی هویت دوست - ۸۱ کیلوگرم

## المپیک ۱۹۷۲ مونیخ
در این سال‌ها بوکسورهای انزلی اسکلت تیم ملی ایران را تشکیل می‌دادند، بطوریکه در اردوی آمادگی تیم ملی جهت شرکت در بازی‌های المپیک، شش بوکسور انزلیچی حضور داشتند. در نهایت سه نفر از آنان به همراه مظفر مسافری (بعنوان سر مربی) عازم این مسابقات شدند. دو بوکسور غیر شمالی که در این تیم حضور داشتند، وارتکس پارسانیان و منوچهر بهمنی بودند.

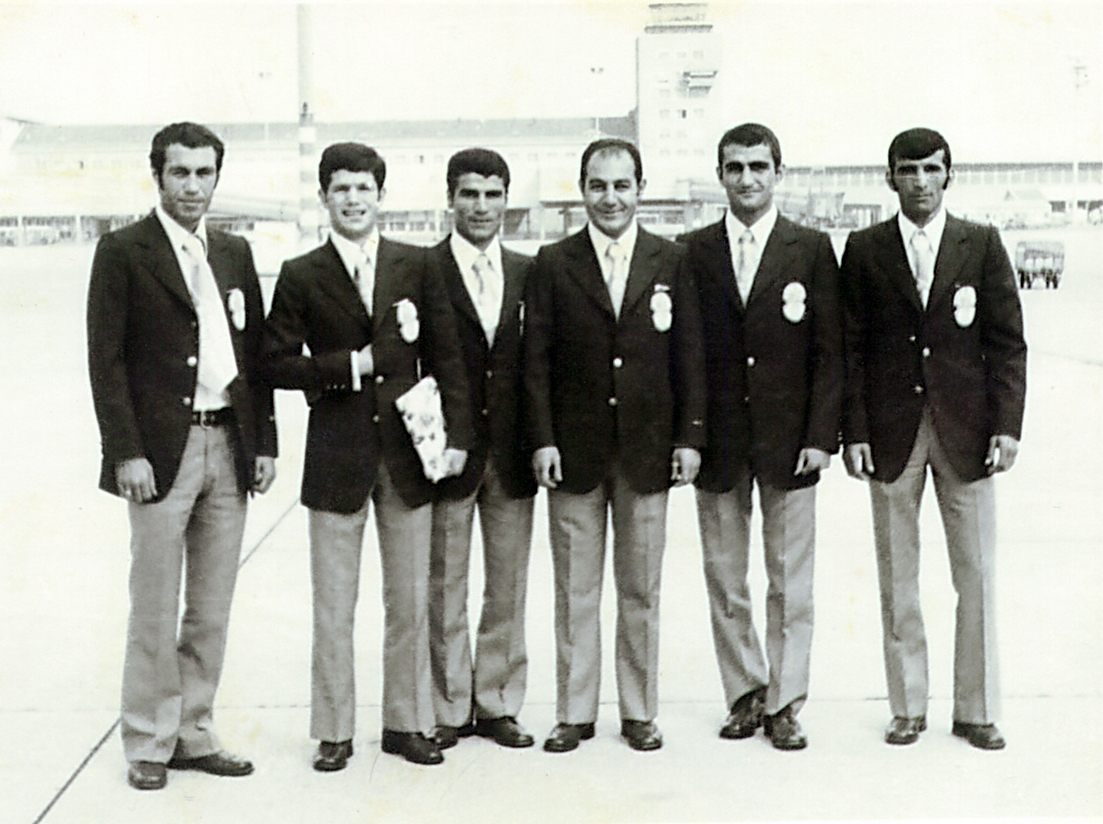
تیم ملی بوکس ایران در المپیک ۱۹۷۲ مونیخ. از راست: حسین اغماض، وارتکس پارسانیان، مظفر مسافری، جبار فعلی، منوچهر بهمنی، نصرت وکیل منفرد

## خداحافظی با ورزش
پس از بازگشت از بازی‌های المپیک، اختلافات مسافری با هیئت بوکس گیلان از سویی و فدراسیون بوکس کشور از سوی دیگر شروع شد. آنان نمی‌توانستند بپذیرند که شالودهٔ تیم ملی بر مبنای ورزشکاران یک شهرستان کوچک باشد. مسافری هم با انجام مصاحبه‌های تند در جراید و علیه فدراسیون (که عکس آن‌ها در همین صفحه وجود دارند)، در نهایت برای اینکه بوکس انزلی به‌علت حضور شخص او و مخالفت‌هایش لطمه نخورد، علی‌رغم عشق به شهرش و این رشته، استعفای خود را تقدیم فدراسیون کرد.
پس از انقلاب اسلامی، ورزش بوکس سال‌ها تعطیل گشت و در سال ۶۸ دوباره راه‌اندازی شد. در همان سال ریاست فدراسیون بوکس از مسافری و دیگر پیشکسوتان این رشته خواست تا به این ورزش جان دوباره ببخشند.
مطلب زیرین به نقل از مجلهٔ کیهان ورزشی (هفته‌نامه)، شماره ۱۴۸۹۰، مورخ ۲۲ مهر ۱۳۷۲، صفحه ۲۷:
او پس از انقلاب و با شروع مجدد فعالیت رشتهٔ بوکس انزلی که همه گاه صاحب ملی پوشان بسیار در سطح تیم ملی بوده، وارد کار شد و مدت ۴ ماه مربیگری تیم انزلی را بعهده داشت که به‌دلیل اختلافات داخلی و مشکلات بین استان و شهرستان برای همیشه از بوکس خداحافظی کرد.

## موخره
به گفتهٔ تمامی دوستان و شاگردان وی، مسافری بیشتر از اینکه مربی ورزشی باشد، مربی و قهرمان اخلاق بود.
از میان دوستان و ورزشکاران همشهری و همدورهٔ او که عناوین ملی، آسیایی و جهانی داشته و نقش بسزایی در پیشرفت بوکس شهرستان انزلی و همین‌طور ایران داشتند می‌توان به ایرج سلامی کهن، اکبر خوجینی، خسرو کوچکیان، کمال مسافری، ایرج درطلوعی و منوچهر درطلوعی اشاره کرد.

## نگارخانه

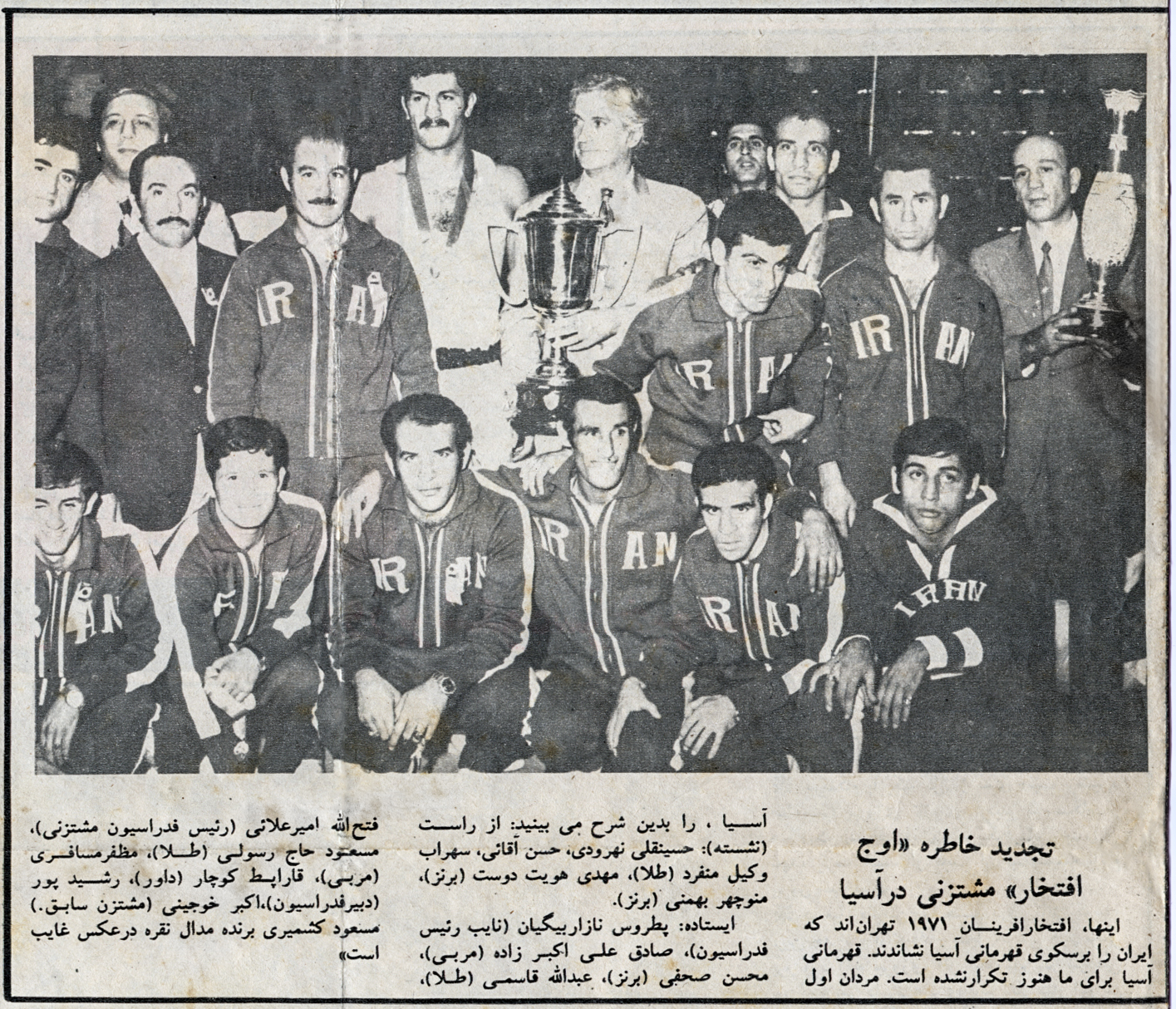
تیم ملی بوکس ایران، قهرمان آسیا در سال ۱۹۷۱ - مرجع: نشریه دنیای ورزش
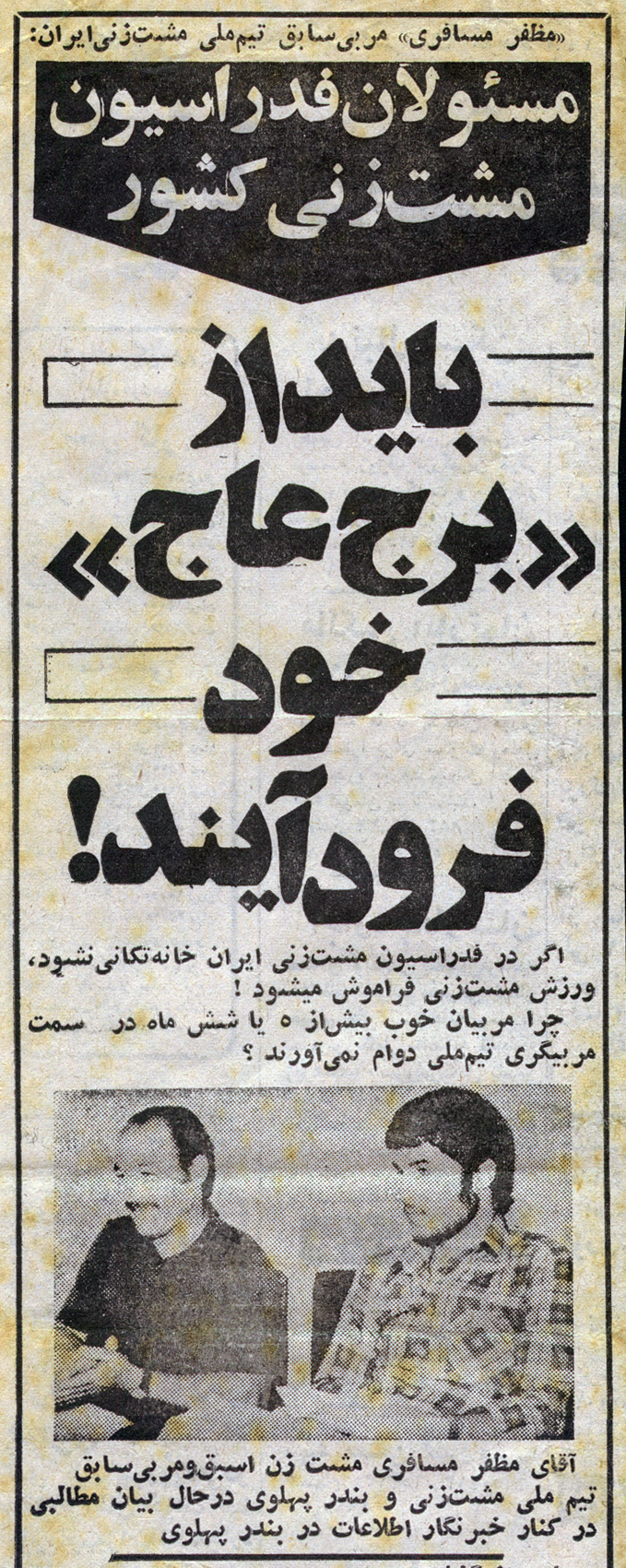
شکایت از مسئولان فدراسیون - مرجع: هفته‌نامه اطلاعات
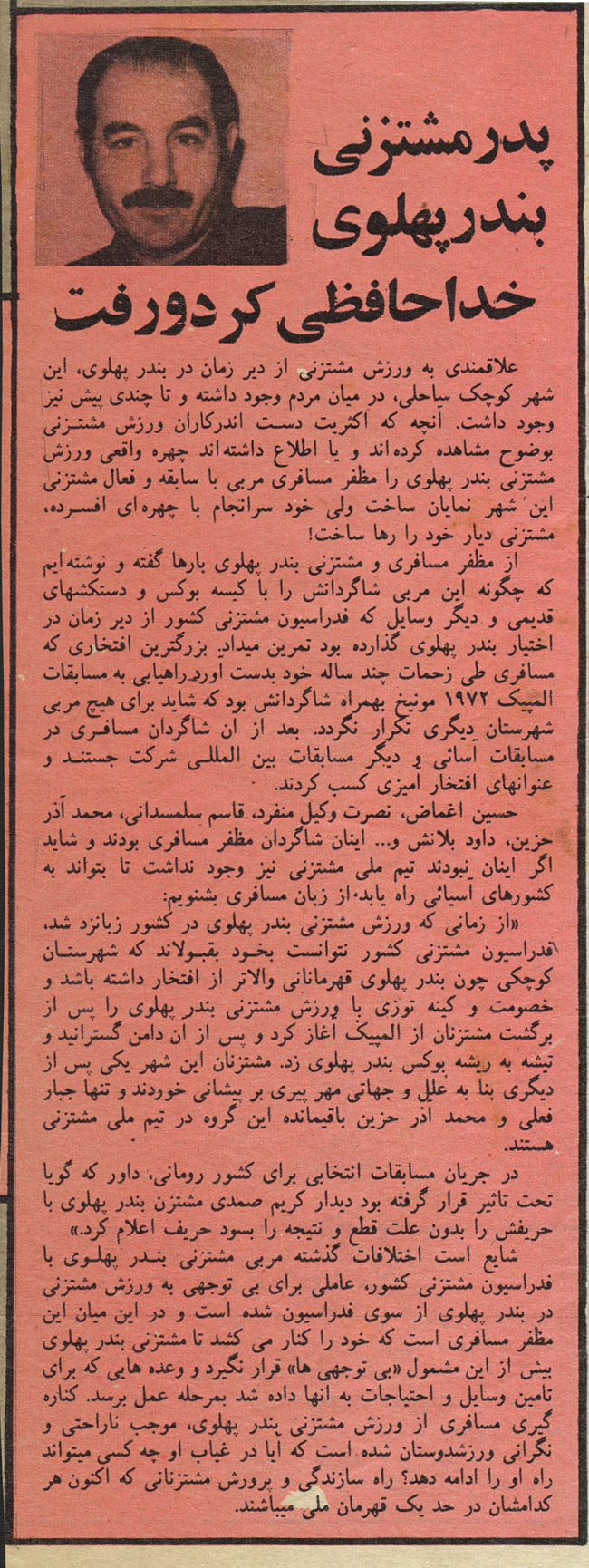
خداحافظی با ورزش بوکس - مرجع: هفته‌نامه کیهان ورزشی
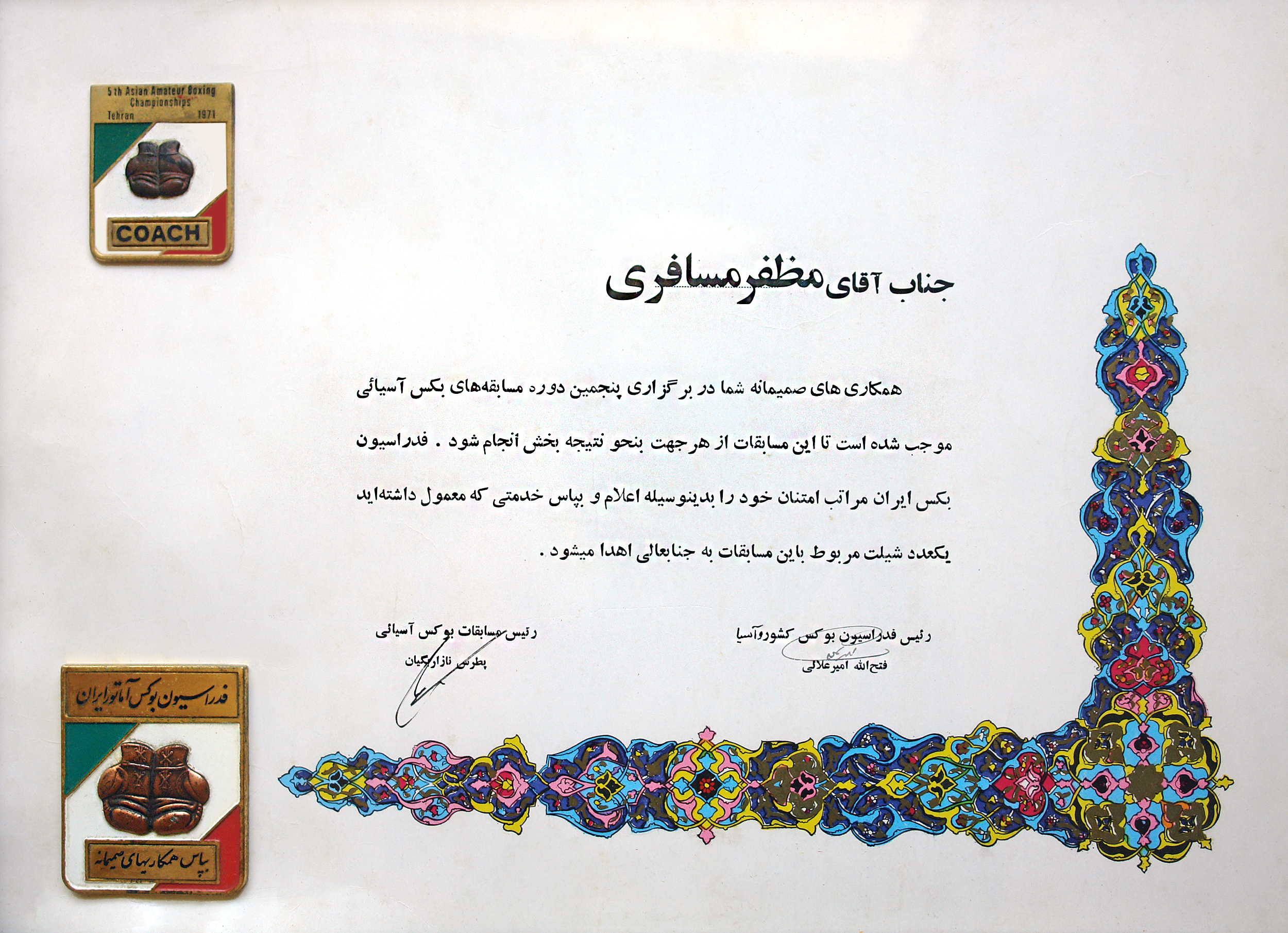
لوح و حکم یادبود مسابقات آسیایی ۱۹۷۱